# 남원 실상사 극락전
실상사 극락전(實相寺 極樂殿)은 전북특별자치도 남원시에 있는 건축물이다. 1974년 9월 27일 전라북도의 유형문화재 제45호로 지정되었다.

## 개요
지리산에 위치한 실상사는 통일신라 흥덕왕 3년(828)에 홍척이 처음 지은 절이다. 당나라에서 공부를 하고 돌아온 홍척은 풍수지리학적으로 이곳에 절을 세우지 않으면 우리나라의 정기가 일본으로 건너간다고 하여 이 절을 지었다고 한다.
극락전은 조선 선조 30년(1597) 정유재란 때 불에 탔다가 다시 지어졌다. 절의 역사를 기록해 놓은 자료에 의하면 순조 31년(1831)에 지어졌다고 한다.
앞면 3칸·옆면 2칸 규모의 건물로, 지붕 옆면이 사람 인(人)자 모양인 맞배지붕집이다. 가운데 칸에는 세짝의 문을 달았고 양쪽은 한짝 씩의 문을 달았다. 건물 안은 바닥에 마루를 깔고, 뒤쪽 높은 기둥 사이에 후불벽을 설치하고 불단 위에는 아미타불이 모셔져 있다.

## 같이 보기
- 실상사

## 참고 자료
- 실상사극락전 - 국가유산청 국가유산포털